# 2958 Arpetito
A 2958 Arpetito (ideiglenes jelöléssel 1981 DG) a Naprendszer kisbolygóövében található aszteroida. Henri Debehogne fedezte fel 1981. február 28-án.